# Wilhelm Drexler
Franz Wilhelm Drexler (geboren am 9. Dezember 1858 in Merseburg; gestorben am 27. Mai 1930 in Greifswald) war ein deutscher Historiker, Klassischer Philologe und Bibliothekar.
Wilhelm Drexler war der Sohn des früh verstorbenen Wilhelm Drexler und dessen Frau Jakobine, geborene Marhofer. Nach der Reifeprüfung begann er 1877 das Studium der Geschichte, Geographie und Klassischen Philologie an der Vereinigten Friedrichs-Universität Halle-Wittenberg. Dort hörte er bei den Historikern Gustav Droysen und Ernst Ludwig Dümmler, dem Geographen Alfred Kirchhoff sowie den Altphilologen Heinrich Keil und Eduard Hiller, einem Kommilitonen Friedrich Nietzsches und Erwin Rohdes. Im Jahr 1880 wurde Drexler in Halle mit der Arbeit „Caracallas Zug nach dem Orient und der letzte Partherkrieg (214–217)“ bei Dümmler promoviert.
Am 13. Juli 1886 begann er als Signator an der Universitätsbibliothek Halle, wo er 1887 zum Hilfsarbeiter und 1891 zum Volontär aufstieg. Ab 1891 war er als Hilfsarbeiter an der Universitätsbibliothek Berlin angestellt, kehrte aber 1893 als Assistent nach Halle zurück. Schließlich wurde er am 1. April 1897 ordentlicher Bibliothekar an der Universitätsbibliothek Greifswald. Im Jahr 1908, mittlerweile zum Oberbibliothekar in Greifswald ernannt, wurde Drexler der Professorentitel verliehen, dem 1910 mit der Ernennung zum Rat 4. Klasse die Gleichstellung mit einem ordentlichen Professor folgte.
Nach dem Studium wandte sich Drexler der griechischen Mythologie zu. Neben zwei Monographien zum Isis- und Serapiskult in Kleinasien und dem einflussreichen „Cultus der aegyptischen Gottheiten in den Donauländern“, begann er während seiner Zeit als Bibliothekar in Halle, zu Wilhelm Heinrich Roschers Ausführlichen Lexikon der griechischen und römischen Mythologie beizutragen und setzte dies bis zum 1909 publizierten zweiten Teil des dritten Bandes fort. Neben zahlreichen kleineren Artikeln steuerte er umfangreiche Bearbeitungen, etwa zu Hathor oder dem phrygischen Gott Men, vor allem aber den 180 Spalten umfassenden Artikel zu Isis, bei. Noch 1937 wurden seine mythologischen Beiträge postum in den Nachträgen zu Roschers Lexikon publiziert. Immer wieder rezipiert wurden auch seine numismatischen Artikel für verschiedene Fachzeitschriften.

## Publikationen (Auswahl)
- Caracallas Zug nach dem Orient und der letzte Partherkrieg (214–217). Halle 1880 (Digitalisat).
- Der Isis- und Sarapis-Cultus in Kleinasien. Österreichische Numismatische Gesellschaft, Wien 1889.
- Der Cultus der aegyptischen Gottheiten in den Donauländern (= Mythologische Beiträge. Heft 1). Teubner, Leipzig 1890 (Digitalisat).